# Miroslav Sláma
Miroslav Sláma, född 17 februari 1917 i Třebíč, död 30 november 2008 i Thousand Oaks, var en tjeckoslovakisk ishockeyspelare.
Han blev olympisk silvermedaljör i ishockey vid vinterspelen 1948 i Sankt Moritz.